# Nannestad
Nannestad er en kommune i landskabet Romerike i Akershus fylke i Norge. Den grænser i nord til Gran og Hurdal, i øst til Eidsvoll og Ullensaker, i syd til Gjerdrum, og i vest til Nittedal og Lunner.  Den ligger nord for Oslo, og er sammen med Ullensaker hjemsted for  Oslo Lufthavn, Gardermoen. Højeste punkt er Marifjell  der er 717 moh.
Den var en del af  Viken fylke som blev etableret 1. januar 2020, men opløst fra 1. januar 2024.